# Le Président (film, 2010)
Pour les articles homonymes, voir Le Président.
Pour plus de détails, voir Fiche technique et Distribution.
Le Président est un documentaire français réalisé par Yves Jeuland,  sorti sur les écrans français le 15 décembre 2010. 
Produit par la Générale de Production et distribué par Rezo Films, le film porte sur la campagne électorale de Georges Frêche pour les élections régionales de 2010 en Languedoc-Roussillon.

## Synopsis
Yves Jeuland a filmé la campagne de Georges Frêche pour les élections régionales de mars 2010. La campagne est marquée par une polémique liée à un article sorti dans L'Express sur une phrase de Georges Frêche à l'encontre de Laurent Fabius. À la suite de cette polémique, la première secrétaire du parti socialiste décide de présenter une liste contre Georges Frêche.

## Analyse
Le film s'inscrit dans la tradition française des documentaires sur les campagnes électorales tels que les films 1974, une partie de campagne de Raymond Depardon, La Conquête de Clichy de Christophe Otzenberger ou encore les films de Serge Moati sur les campagnes présidentielles de 1995, 2002 et 2007. Comme dans les films de Raymond Depardon, Yves Jeuland ne fait aucun commentaire en voix off.